# IPhoto
iPhoto era una aplicación informática desarrollada por la empresa Apple Computer exclusivamente para su sistema operativo Mac OS X. Forma parte de la suite de aplicaciones llamada iLife y viene junto con la compra de una nueva computadora Macintosh. iPhoto puede importar, organizar, editar, imprimir y compartir fotos digitales. Es comúnmente comparado con Picasa de Google y con Photoshop Album de Adobe.
iPhoto permite una fácil importación desde cámaras digitales, escáneres, CD con imágenes y desde internet. La gran mayoría de cámaras digitales funcionan sin ningún software adicional, así como los escáneres también. iPhoto soporta los formatos de imagen más comunes.
Una vez que las fotos son importadas, opcionalmente pueden ser tituladas, marcadas, ordenadas y organizadas en grupos (conocido como "álbumes"). Individualmente las fotos pueden ser editadas usando herramientas básicas de manipulación de imágenes como el filtro de ojos rojos, ajuste de brillo y contraste, cortar y cambiar el tamaño así como otras funciones básicas. Sin embargo, iPhoto no provee las funcionalidades de edición completa de programas como GIMP, Aperture de Apple o Photoshop de Adobe (no confundir con "Photoshop Elements" o "Album").
Existen numerosas opciones para compartir fotos. Los álbumes de fotos pueden tener una presentación dinámica y opcionalmente tener música importada desde iTunes. Dichas presentaciones pueden ser exportadas a archivos de video QuickTime, para que luego se pueda editar en iMovie o grabarlo directamente en un DVD usando iDVD. Tanto las presentaciones como las fotos individuales pueden ser compartidas a otras Mac's en una red local usando la tecnología Bonjour. iPhoto puede también sincronizar álbumes de fotos a cualquier iPod con una pantalla a color. Estos iPods tiene una salida de audio/video que permite que las fotos puedan ser visualizadas, mientras se reproduce algún tema, en cualquier televisor moderno.
Finalmente, las fotos se pueden imprimir en una impresora conectada localmente o en ciertos locales pueden ser enviadas por internet a Kodak para impresiones profesionales. Los usuarios de iPhoto pueden encargar un rango de productos, incluyendo impresiones estándar, pósteres y hasta 100 páginas de carátulas. Nuevamente, dichos servicios están disponibles para ciertos usuarios en ciertos mercados.

## Versiones
iPhoto fue lanzado inicialmente el 7 de enero de 2002 como una descarga gratuita desde el sitio de Apple.
iPhoto 2 fue introducido por Apple exactamente un año después, el 7 de enero de 2003, como una parte de la recién creada suite de aplicaciones iLife. Todavía se encuentra disponible para descargar para aquellos que posean Mac's antiguas 
iPhoto 4 fue anunciado como parte de iLife '04 el 6 de enero de 2004. Incluía nuevas funciones como "Álbumes inteligentes", puntaje por fotos, compartir con Bonjour (en ese tiempo conocido como Rendezvous), mejoras en las presentaciones y el soporte hasta de 25.000 fotos. A diferencia de versiones anteriores de iPhoto, iPhoto 4 estaba disponible con la compra de iLife '04 o cuando se adquiría un Mac nueva.
iPhoto 5 fue anunciado como parte de iLife '05 el día 11 de enero de 2005 y fue la primera versión en poder importar imágenes RAW y videos en MPEG-4. También agregó un mejorado soporte de edición, mejor soporte de búsquedas, más opciones en las presentaciones y nuevos diseños de libros. Esta versión agregó la capacidad de reproducción de fotos al azar en las presentaciones, pero aun así se podía seguir seleccionando las imágenes deseadas y apretar el botón reproducir. Como iPhoto 4, iPhoto 5 estuvo disponible únicamente cuando se compraba iLife '05 o con una Mac nueva.
iPhoto 6 fue anunciado como parte de iLife '06 el día 10 de enero de 2006 agregando soporte para 250.000 imágenes, mejoras en el desplazamiento (scroll) y modo de edición a pantalla completa con más efectos de un solo clic. También agregó photocasting, disponible para miembros de .Mac, nombrado como podcasting de fotos. Además, los usuarios tienen la posibilidad de armar calendarios y tarjetas festivas a partir de fotografías. Es la primera versión de iPhoto en ser publicada como Binario Universal. También tiene una interface refinada como iTunes 5 y 6.
iPhoto 7 fue lanzado el 7 de agosto de 2007. Está incluido en iLife '08. Organiza tus bibliotecas de fotos automáticamente mediante Eventos. De este modo, todas las imágenes realizadas durante un mismo día se representan por una única foto sobre la que podemos mover el ratón para examinar instantáneamente todas las demás. Pero como no todos los eventos duran un día, iPhoto nos permite fraccionar un día en múltiples eventos o combinar diferentes días en uno único evento único. Oculta fotos sin borrarlas y así tenerlo todo ordenado. Nueva búsqueda unificada con la que encontrar rápidamente las fotos que queremos ver utilizando criterios como Evento, valoración, fecha y palabras clave. Herramientas avanzadas de edición. Nuevos álbumes de fotos, tarjetas y calendarios que podemos encargar directamente desde iPhoto y que ahora incluyen cubiertas personalizadas y encuadernación de calidad profesional. Además, también podemos imprimir nosotros mismos las fotografías decorándolas con los nuevos temas y plantillas de fotos diseñadas por Apple. Integración con la nueva galería web de .Mac.
iPhoto 8 fue lanzado el 7 de enero de 2009. Está incluido en iLife '09. Incluye nuevas herramientas de gestión de fotos como Faces y Places. Faces se encarga de organizar de forma automática a las personas a partir del rostro, es decir, etiquetamos a alguien en una foto y esta función busca a esa persona automáticamente en todas las fotos de nuestra biblioteca fotográfica. Places se encarga de organizar nuestras fotos por lugares donde han sido tomadas, esto es posible gracias dispositivos como el iPhone 3G que etiqueta en las fotos donde han sido tomadas gracias al GPS.
iPhoto 9 fue lanzado el 20 de octubre de 2010. Está incluido en iLife '11. La característica más destacable es su renovado modo a pantalla completa, usando una interfaz parecida a la de iOS (en su versión para el iPad).
Todas las versiones de iPhoto funcionan solamente en el sistema operativo Mac OS X. iPhoto puede fácilmente compartir archivos con otros usuarios o programas y sistemas operativos, incluyendo Windows y Linux, ya que usa formatos de archivos que se encuentran dentro de los estándares industriales.

## Críticas
El 18 de enero de 2006, Mark Pilgrim criticó la implementación de RSS en la nueva versión de iPhoto, diciendo que violaba los estándares de XML y las convenciones de RSS . Este hecho fue publicado por VNUnet y Slashdot, pero no ha habido respuesta oficial de los desarrolladores de Apple. En los últimos años, Apple ha colaborado con los estándares web, por ejemplo, haciendo que su navegador web Safari tenga soporte completo de RSS y asegurando que Safari pase los test Acid2.
Apple también ha sido criticado por usuarios fuera de los EE. UU., como Canadá, Japón y algunos mercados europeos por no extender el servicio de impresión de portadas y calendarios por internet a otros países, aunque en este problema tiene más responsabilidad Kodak.

## Extensiones de iPhoto

### Plugins
- iPhoto2Gallery Archivado el 7 de diciembre de 2006 en Wayback Machine. exporta fotos a galerías web
- FlickrExport exporta fotos a Flickr
- KeywordAssistant mejora el manejo por teclado
- Picasa Web Albums Exporter sube fotos a Picasa Web Albums

### Herramientas externas
- iPhoto Buddy es un administrador de múltiples bibliotecas para iPhoto
- iPhoto Diet es una utilidad que ayuda a compactar las biblioteca de iPhoto
- iPhoto Library Manager permite manejar múltiples bibliotecas de iPhoto
- FOTOsmile :: Imprimir books de iPhoto en México permite imprimir los fotolibros de iPhoto en México